# EEPROM
EEPROM, E²PROM (od ang. electrically erasable programmable read-only memory), elektrycznie kasowalna i programowalna pamięć tylko do odczytu – rodzaj nieulotnej pamięci komputerowej.
Pamięć EEPROM, w odróżnieniu od pamięci EPROM, może być kasowana i programowana tylko przy użyciu prądu elektrycznego. Liczba zapisów i kasowań jest ograniczona; w zależności od typu i producenta pamięci wynosi od 10 000 do 1 000 000 cykli. Po przekroczeniu tej wartości pamięć ulega uszkodzeniu. Liczba odczytów pamięci EEPROM jest natomiast nieograniczona.
Stosowana jest do przechowywania małej ilości danych, które muszą być dostępne po zaniku zasilania.
Rozwinięciem technologii pamięci EEPROM jest pamięć flash, w której ponadto dzięki zastosowaniu buforów zwiększono szybkość zapisu do pamięci.